# 夹谷忙古带
夹谷忙古带（1203年—1272年），又作夹谷龙古带，元朝女真人，夹谷常哥的儿子。
1216年，嗣为万户，跟随木华黎平山东、河北。跟随拖雷攻克凤翔。在大散關击败宋军。有功。1235年，跟随塔海绀卜伐南宋蜀地。次年建议在山南汉中屯田。窝阔台任命他为兴元军民安抚使，领屯田事。贵由即位，在兴元置行省，以夹谷忙古带领行省事，宋朝阆州守将马仲、巴州守将张文贵等都来归降。1251年，南宋制置使余玠在金牛堡击败利州路元帅王进，围攻兴元。忙古带誓死拒守，都元帅秃薛率兵前来，余玠退去。蒙哥授任他为军民万户，再赐金虎符。1257年，与劉黑馬修成都城，七日完工。1262年，改赐虎符。1263年，致仕，以其子夹谷坚实（夹谷坚贤）嗣位，去世时七十岁。后追封沔国公，谥忠靖。夹谷坚贤官至河南行省右丞。